# ليز إيمرسون
ليز إيمرسون هو كاتب أغاني ومغني كندي، ولد في 17 سبتمبر 1944 في أوتاوا في كندا.

## وصلات خارجية
- ليز إيمرسون على موقع IMDb (الإنجليزية)
- ليز إيمرسون على موقع ميوزك برينز (الإنجليزية)
- ليز إيمرسون على موقع ديسكوغز (الإنجليزية)